# シンクラヴィア

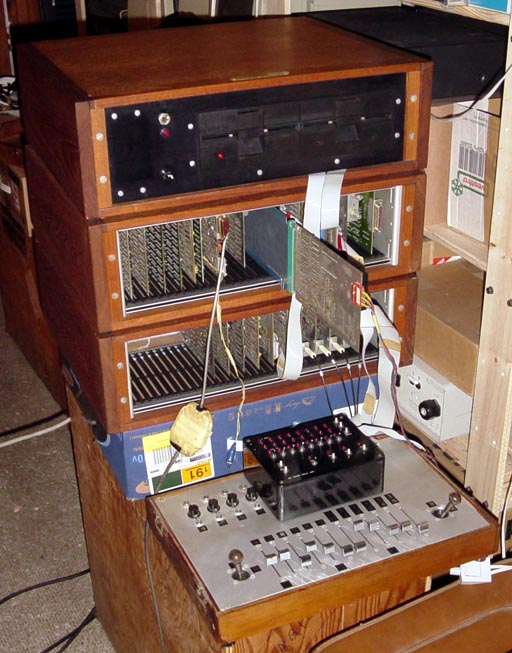
シンクラヴィアI

シンクラヴィア (Synclavier) はアメリカのニューイングランドデジタル社が開発した電子楽器である。1980年代、商業音楽制作において一世を風靡した。

## 概要
ダートマス大学のセイアー工学大学院にて、作曲家でもある教授のジョン・アップルトンをはじめ、ニューイングランドデジタル設立者のキャメロン・ジョーンズ（ソフトウェア開発）、シドニー・アロンゾ（ハードウェア設計）らによるデジタルシンセサイザーの研究開発を始めたことに端を発する。
通常の電子楽器とは一線を画しており、拡張可能なシステムは鍵盤、FM音源のシンセサイザーモジュールに加え、サンプラー、シーケンサー、ディスクドライブ、オーディオインターフェース、コンピュータ端末などで構成。
機種やオプションによって差異があるものの、音色やシーケンス、サンプリング音源、レコーディングのデータをハードディスクなどへ記録することも可能であった。サンプラーのサンプリング周波数は最高100kHz、連続録音時間は最長75分。シーケンサーの分解能は1/1000拍。さまざまなサンプリング音源のライブラリを追加できる点など、後年取って代わられることとなるPro Toolsのようなデジタル・オーディオ・ワークステーションの原型といえる構成になっていた。
1980年代当時としては画期的なテクノロジーを取り入れた設備として、数千万円の価格であったがレコード会社やスタジオなどの法人向けに販売されていたほか、音声の高度な分析・解析ができることから大学などの研究施設にも設置されていた。
特に最新技術を好むミュージシャンやアレンジャーのスタジオワークには最も使用された。日本においても1980年代前半から冨田勲や松任谷由実が、1980年代後半からは久保田利伸や小室哲哉などといったミュージシャンが積極的に多用するようになり、ライバル機とされるフェアライトCMIと並んで多くの作品を生み出し、この時代の特徴的な音楽を形成した。

## 歴史
1975年、試作機「ダートマス・デジタル・シンセサイザー」が完成。初代を経て1979年に「シンクラヴィアII」が発売され、音楽業界や映画業界への導入が始まった。性能はライバル機のフェアライトCMIとともに進化していき、1984年には「シンクラヴィアPSxxシリーズ」が発売された。
1980年代はデジタルの電子楽器が発達、普及し始めた時期であるが、安価な製品はまだ商業音楽の制作用途としてはスペックがそぐわないものが多かった。
1980年代後期になると、シンクラヴィアはデジタル録音のみならず自由度の高い編集ができるようになり、実験的な音楽表現や完成度の高い音を望むミュージシャンやプロデューサーがこぞって使用していた。この時期からはシンクラヴィアをレコーディングに用いた楽曲が数多く制作され、フランク・ザッパの『ジャズ・フロム・ヘル』(1986)や松任谷由実の『ダイアモンドダストが消えぬまに』(1987)のように、アルバムの殆どをシンクラヴィア上で制作したアルバムも発表されるようになった。一部のアーティストはライブの現場でも使用していたが、本体を低温かつ電圧の安定した状態にする必要があるため、マシントラブルを起こすこともしばしばであった。マイケル・ジャクソンはバッド・ワールド・ツアーでシンクラヴィアを使用するため、専用のクリーンルームと予備のシンクラヴィアを1台用意しツアーに臨んでいた。
1980年代後半からは安価で高音質のサンプラーやPCM音源のシンセサイザー、パーソナルコンピュータで使用できる高機能のMIDIシーケンサー、前述のPro Toolsをはじめとするデジタル・オーディオ・ワークステーションが登場し、シンクラヴィアが担っていた領域が奪われ始める。性能と統合環境の合理性の面では未熟な製品が多かったものの、シンクラヴィアと比較して安価なことから導入のハードルも低く、次第に市場でのプレゼンスが下がっていった。
1993年、シェアや競争力の低下によりニューイングランドデジタル社が倒産。同社の知的財産や商標は銀行に差し押さえられた。
1998年、ジョーンズは差し押さえられた知的財産や商標を買い戻し、元従業員らとシンクラヴィア社を設立、アフターサービスを継続している。現在はシンクラヴィアのプロセッサーをMacintosh上でエミュレーションするシステムを開発し、最新のMacintoshに対応したシステムを販売している。
2019年、iOS/iPadOS向けにシンクラヴィアを移植したアプリ「Synclavier Go!」をリリース。
2022年、シンクラヴィアのFM音源シンセサイザー部分を小型化した「Synclavier Regen」を発表し、2023年に発売された。

## 主な製品

### 試作機
- Dartmouth Digital Synthesizer (1973) [5]

### プロセッサ
- ABLE computer (1975)[6] ニューイングランドデジタルの初期製品である16bitのミニコンピュータ。

DECのPDP-11/70をベースとしており、プログラミング言語にはXPLの派生であるScientific XPLが使用されている。  当初は大学のメインフレームを予約せず学術研究することを目的として開発されたが、幾度か改良を重ね、シンクラヴィアはABLEプロセッサをベースとしてシステムが構築されていた。

### 初期〜1980年代後半
黒いパネルのラックが特徴的である。
- Synclavier I (1978) [4] 初期はコンピューターユニットとFM音源/加算合成シンセサイザーモジュールのみで構成されており、シーケンスを8トラック記録できるレコーダーを内蔵[7]。 販売台数は14台とごく少数で、電子音楽を研究していた大学に13台、音楽プロデューサーであるマイク・ソーンが1台所有していた。
- Synclavier II (1979) モノラル8bitのFM音源/加算合成シンセサイザーを搭載し、シーケンスを16トラック記録できるレコーダーを内蔵（のちに32トラックまで拡張された）。システムはABLE Model B or Cプロセッサで構築されている。 木目の筐体にシルバーのコントロールノブを備えたオリジナルキーボードが特徴的。通称ORKと呼ばれる。 VT100ターミナルやVT640ターミナルを追加することで複雑な音源エディットも可能となった。 HDDには、SCSIではなくST-506インターフェースのIMI社製のものが使われていた。 オプションとして、シンセサイザー部分のステレオ化やMIDIインターフェースなどが用意されていた。
- Synclavier PSxx[8]  (1984) システムは高速化されたABLE Model C or Dプロセッサで構築されており、新たにMulti-Channel-Distribution機能を搭載。これにより出力信号をリアルタイムでルーティングすることができるようになった。 Sample-to-Memoryにより、HDDより高速なRAMからサンプリング音源を呼び出すことが可能となった。 この頃からキーボードはディスプレイが大型化しピッチベンドホイールが追加、筐体も木目からピアノブラック塗装へ変わっている。システム価格の高さに対し、ORKのチープさが批判を受けていたが、シーケンシャル・サーキット社よりProphet T8の鍵盤部分の供給を受けたことで、ベロシティ/アフタータッチの入力に対応しピアノライクな木製鍵盤となった[9]。通称VPK(Velocity Pressure Keyboard)と呼ばれる。
  - Synclavier PSST[10] FM音源/加算合成モジュールが搭載されておらず、16bitのサンプラーに機能が絞られている。
  - Synclavier PSMT[11] PSSTにFM音源/加算合成モジュールを追加したモデル。 モノラルモジュールを2組搭載することで、ステレオ8bitのFM音源/加算合成を実現した。

### 1980年代後半～1993年
これまでのDEC製ではなく、Macintosh II(主にIIx/IIfx)をターミナルとして使用している。システムはABLE Model Dプロセッサで構築されている。
以下の全てのモデルではサンプリングやプリプロダクション・レコーディングに特化した一方、シンセサイザー機能が削除され、9600のみオプションとして追加が可能となっている。
この頃になると、シーケンサーは最大200トラックまで扱えるようになった。
また、オプションのABS/EBSインターフェースを追加することでデジタル信号の入出力も可能となった。
- Synclavier 3200 (1988) モノラル16bitサンプリングが可能で、標準4ボイス、最大32ボイスまで拡張可能。 キーボードが付属していないため、必要な場合、別途でMIDIキーボードなどを用意する必要があった。
- Synclavier 6400 (1989)[13] 3200/9600より後に設定されたモデル。 ステレオ16bitサンプリングが可能で、標準16ボイス、最大64ボイスまで拡張可能。
- Synclavier 9600 (1988)[14] ステレオ16bitサンプリングが可能で、標準32ボイス、最大96ボイスまで拡張可能。 オプションとして最大32ボイスのステレオ8bitFM音源/加算合成モジュールを追加できた。
- Synclavier Post Pro (1989) Direct-to-Diskのみに特化したシステムで、ポストプロダクション向けのコントローラ(DESC)が付属する。 Post Proシリーズにはキーボードが付属していない。
- Synclavier Post Pro SD (1991) 本機種がニューイングランドデジタルとして最後の製品となった。唯一ラックもパネルもブラックで統一されている点が特徴となっている。 6400をベースとしDirect-to-Diskを追加したモデル。

## 主要な機能・オプション
FM音源シンセサイザー
最大24の倍音による加算合成を特徴とする8bitFM音源シンセサイザーを搭載していた。
Sample-to-Disk
HDDにサンプルを直接記録再生することで、最大16bit/50kHzでモノラルサンプリングを行うことができた。 さらにVT640ターミナルを追加することでSignal File Manager(SFM)が利用でき、グラフィックを用いた複雑な分析や編集、サンプリング音源のリシンセシスなども可能となる。1982年に発表。
1984年に発売されたSynclavier PSxx以降は、HDDより高速なRAMに記録することも可能となり(Sample-to-Memory)、1986年に発売されたオプションを追加することで最大16bit/100kHzのステレオサンプリングも可能となっている。 記録媒体として、WORMの2GB光学ディスクや磁気テープもオプションとして存在した。
Direct-to-Disk
Sample-to-Diskの拡張機能。マルチトラック(4/8/12/16)でのHDDレコーディングを可能にし、これによりテープレスレコーディングが実用的となった。1985年に発表。
Synclavier Post Proでは標準装備となったが、3200や9600でもオプションとして追加し、TS(Tapeless Studio)化することができた。
標準構成の場合320MBのHDD1台に2トラックずつ、16bit/44.1kHzで1トラック28分録音することが可能だった。
MaxTraxオプションをさらに追加することで、録音時間を犠牲にしHDD1台に4トラック録音することもできた。
Music Printing Option (Music Engraving Option)
PostScript準拠のプリンターを接続することで、シンクラヴィア上で作成したシーケンスを楽譜として印刷することができた。 1スコアあたり最大64パートまで対応しており、歌詞やコード、強弱、テンポなどの表現記号も挿入可能であった。
Digital Guitar Interface
インターフェースにRoland G-303のようなギターシンセサイザーを接続することで、シンクラヴィアの音色やシーケンサーを使用し演奏することができるようになる。 ジャズ・ギタリストのPat MethenyやJohn McLaughlinらが使用していたことで有名となっている。
DSPオプション
モトローラのDSP56000を搭載したDSP-70カードを追加することで、音源に50～200%のタイムストレッチを加えることができた。
さらに後年リリースされたバージョンでは、24bitで16chのデジタル信号を処理できるミキサーなど機能が拡張された。
ポストプロダクション業務向けオプション
主にPost Proでのポストプロダクション業務向けオプション。上記のDSPオプションと併用することで、MultiArcプラットフォームと呼ばれる環境に複数の編集端末を統合することができた。
- VITC/LTCリーダー：Vertical Interval TimecodeとSMPTE Linear Time Codeを同期させることができた。
- CMX編集リスト変換：CMX Editing Systems社の編集システムに変換したEDLファイルを読み込ませることで、Autoconformを実行することができた。
- DESC：Post Proシステム向けのコントローラ。マルチトラックレコーダーのようなコントロールが可能となる。

サードパーティー製ソフトウェア
80年代後半からは、ターミナルをDECのVT100やVT640からMacintosh IIに置換することによって、本体制御の自由度が向上した。また、これに合わせて音楽用シーケンサーソフト以外の特定業務向けパッケージも新たに開発された。有名なものではルーカスアーツ社が開発したSoundDroidが挙げられる。これによりポストプロダクションや映画制作などの現場でも導入が進んだ。

## シンクラヴィアを使用した著名人
- アート・オブ・ノイズ
- ウェンディ・カーロス
- エディ・ジョブソン
- クインシー・ジョーンズ
- クラフトワーク
- ジェフ・ダウンズ
- ジョージ・マイケル
- ジョン・マクラフリン
- スティーヴィー・ワンダー
- スティング
- ダリル・ホール
- ニック・ローズ
- チック・コリア
- デペッシュ・モード
- テレックス
- トニー・バンクス
- トレヴァー・ホーン
- ナイル・ロジャース
- ニール・ヤング
- ハービー・ハンコック
- パット・メセニー
- フランク・ザッパ
- マイケル・ジャクソン
- ロジャー・ウォーターズ
- 和泉宏隆
- 加山雄三
- 久保田利伸
- 小室哲哉
- 崎谷健次郎
- 佐藤博
- Die In Cries
- 冨田勲
- 松任谷正隆
- 亀田誠治
- B'z
- 日向大介
- 向谷実
- FENCE OF DEFENSE